# Страничношийни костенурки
Страничношийните костенурки (Pleurodira) са подразред костенурки, включващ сравнително малко представители от южното полукълбо. За разлика от другия съвременен подразред Скритошийни костенурки (Cryptodira) прибират главата си под черупката със странично извиване на шията.

## Класификация на подразредPleurodira
- - семейство Proterochersidae (изчезнал) †
  - семейство Chelidae – Змиеврати костенурки
  - семейство Araripemydidae (изчезнал) †
- надсемейство Pelomedusoidea
  - семейство Pelomedusidae – Афро-Американски Страничношийни костенурки
  - семейство Bothremydidae (изчезнал) †
  - семейство Podocnemididae – Мадагаскарски и Американски Страничношийни костенурки